# Amy Pieters
Amy Pieters (født 1. juni 1991) er en nederlandsk cykelrytter som konkurrerer i banecykling. Hun repræsenterede sit land under Sommer-OL 2012 i London, hvor hun blev nummer seks i holdforfølgelsesløb.

 Den 10. august 2019 vandt hun fællesstarten for kvinder ved EM i landevejscykling, og hun var også med i på hollandske hold, som fik guld i blandet stafet ved samme EM.